# Фазлуррахман Фазіл
Фазлуррахман Фазіль (10 лютого 1958, Бадахшан, Афганістан) — афганський дипломат. Надзвичайний і Повноважний Посол Афганістану в Україні.

## Біографія
Народився 10 лютого 1958 в провінції Бадахшан Афганістану.
У 1983 закінчив Кабульський університет, факультет шаріатських наук. Вивчав арабську мову в Університеті Умм Аль-Кура, Саудівська Аравія (1984). Прослухав курс менеджменту в школі суспільної політики Національного Університету в Сінгапурі (2008).
Володіє іноземними мовами: перська (рідна), пушту, арабська, урду та англійська.
У 1985 – 1986 рр. – Член Асоціації поетів та письменників Афганістану.
У 1987 – 1988 рр. – Головний редактор журналу «Місак».
У 1988 – 1991 рр. – Голова Асоціації поетів та письменників Афганістану.
З 1992 - Головний редактор національної щоденної газети «Аніс» Міністерства Культури та Інформації в Кабулі.
З 1993 – Аташе з культурних питань Посольства Ісламської Республіки Афганістан в м. Анкара.
У 1994 – Член Четвертого Політичного Департаменту Міністерства Закордонних Справ Ісламської Республіки Афганістан.
У 1995 – 1997 – Перший Секретар Посольства Ісламської Республіки Афганістан в Нью-Делі.
У 1998 – 2000 – Консул Посольства Ісламської Республіки Афганістан в Нью-Делі.
У 2001 – 2007 – Генеральний Консул Генерального Консульства Ісламської Республіки Афганістан в м. Бонн.
З 2008 – Начальник Департаменту Права та Угод Міністерства Закордонних Справ Ісламської Республіки Афганістан.
У 2009 – 2010 – Начальник Консульського Департаменту Міністерства Закордонних Справ Ісламської Республіки Афганістан.
У 2010 – 2011 – Надзвичайний та Повноважний Посол Ісламської Республіки Афганістан в Республіці Індонезія.
З 2011 по 25 червня 2013 — Надзвичайний та Повноважний Посол Ісламської Республіки Афганістан в Києві.

## Автор праць
- автор та перекладач 39 книжок (1979 - 2009).